# Боян Начов
Боян Начов е български политик.
На 14 март 1932 година, в началото на управлението на Народния блок, е назначен от вътрешния министър Александър Гиргинов за кмет на София (председател на седемчленната комисия, управляваща общината) и остава на този пост до 20 февруари 1933 година.